# Pallejà
Pallejà település Spanyolországban, Barcelona tartományban. Lakosainak száma 11 825 fő (2024).

## Földrajza
Pallejà Castellbisbal, El Papiol, Molins de Rei, Sant Vicenç dels Horts, La Palma de Cervelló és Corbera de Llobregat községekkel határos.

## Közlekedés
A település az FGC vasúttársaság Llobregat–Anoia-vasútvonala vonalán fekszik, melyen Barcelona is könnyedén megközelíthető.

## Népesség
A település lakosságának változását az alábbi diagram mutatja:
| Lakosok száma | 212  | 733  | 1004 | 2230 | 5902 | 9746 | 11 134 | 11 253 | 11 508 | 11 825 |
|               | 1717 | 1887 | 1936 | 1960 | 1986 | 2004 | 2009   | 2014   | 2019   | 2024   |